# Fondue au vin rouge
La fondue au vin rouge, ou fondue Bacchus, est l'héritière d'une fondue déjà connue en France au XVIIIe siècle. Elle est à base de vin rouge aromatisé et épicé et s'accompagne d'une sauce colorée au vin et montée comme une mayonnaise.

## Origine
Vincent La Chapelle, chef de cuisine du prince d'Orange, a été le premier auteur à parler de fondüe en 1742. Il proposait une fondue où se mêlaient fromage, truffes et jus d'orange et une autre au champagne. La fondue au vin est un compromis entre la chinoise, où la viande est saisie dans un bouillon, et la bourguignonne où elle est frite à l'huile. Au point de vue diététique, il est à noter que le vin cuit est beaucoup plus digeste que l'huile.

## Ingrédients pour la fondue
Le vin rouge dans lequel vont cuire les morceaux de bœuf découpés en dés, est relevé avec oignon, échalote, gousse d'ail, feuille de laurier, branche de thym, sel et poivre,.

## Ingrédients pour la sauce au vin rouge
Cette mayonnaise est montée à base de jaunes d'œufs, vin rouge, huile végétale, échalote, moutarde violette de Brive, sel et poivre.

## Préparation de la sauce
L'ensemble de ces ingrédients est placé dans un bol, mélangé avec les jaunes d'œufs, et monté en versant doucement de l'huile, comme pour une mayonnaise classique. Les morceaux cuits sont dégustés après avoir été trempés dans la sauce.

## Préparation de la fondue
Dans le caquelon à fondue, le vin rouge salé et poivré est chauffé jusqu'à ébullition avec les herbes de Provence. La viande, présentée découpée en dés, est trempée dans le vin, afin de cuire,.

## Accord mets/vin
Traditionnellement, ce mets se déguste avec le même vin rouge qui a été versé dans le caquelon à fondue. 